# Сара Луїза Джадд
Сара Луїза Джадд (26 червня 1802 — 11 жовтня 1881) — американська піонерка фотографії та освіти. Перша комерційна фотографка у Міннесоті. Створила перші школи в районі Стіллвотеру, штат Міннесота.

## Біографія
Народилась у Фармінгтоні, штат Коннектикут, 26 червня 1802 року. У 1838 році її сім'я стала акціонерами нової компанії, розташованої в Мейн-Мілз.
Близько 1832 року переїхала в Марін, штат Іллінойс, а потім в 1845 році оселилася в Стілвотері, штат Міннесота.
Заснувала перші школи в Пойнт-Дугласі, штат Міннесота (1845) та Стілвотері (1846) була першою учителькою в окрузі Вашингтон.
Джадд відома тим, що почала виробляти дагеротипи ще навесні 1848 р. і продовжував цим займатись протягом двох років. Це найраніше зареєстроване виробництво фотографії в Міннесоті.
У січні 1849 року пошлюбила Аріеля Елдріджа (1816—1896). Викладала в першій школі в Марін Міллз, штат Міннесота в 1849 році. Була підприємицею, працюючи в книгарні чоловіка та в місцевій церкві.
Померла у своєму будинку в Стілвотері. Джерела називають датою її смерті 11 жовтня 1881 року або 10 жовтня 1886 року